# Stratené pliesko
Stratené pliesko (polsky Zatracony Stawek) je menší ze dvou drobných ledovcových jezer v dolní části Suché doliny ve slovenské části Vysokých Tater. Jezero je zařazeno do komplexu Važecké doliny.

## Rozměry
Nadmořská výška asi 1879 m n. m. Rozměry jsou 8x6 m. Má nepravidelný tvar. Ze všech stran je lemováno skalními bloky.

## Název
Suchá dolina je chudá na vodu a nejsou v ní větší ani menší jezera. Stratené pliesko se ztrácí v labyrintu skalních bloků. 

## Turistika
Údolí i jezírko nejsou turisticky přístupné.

## Reference

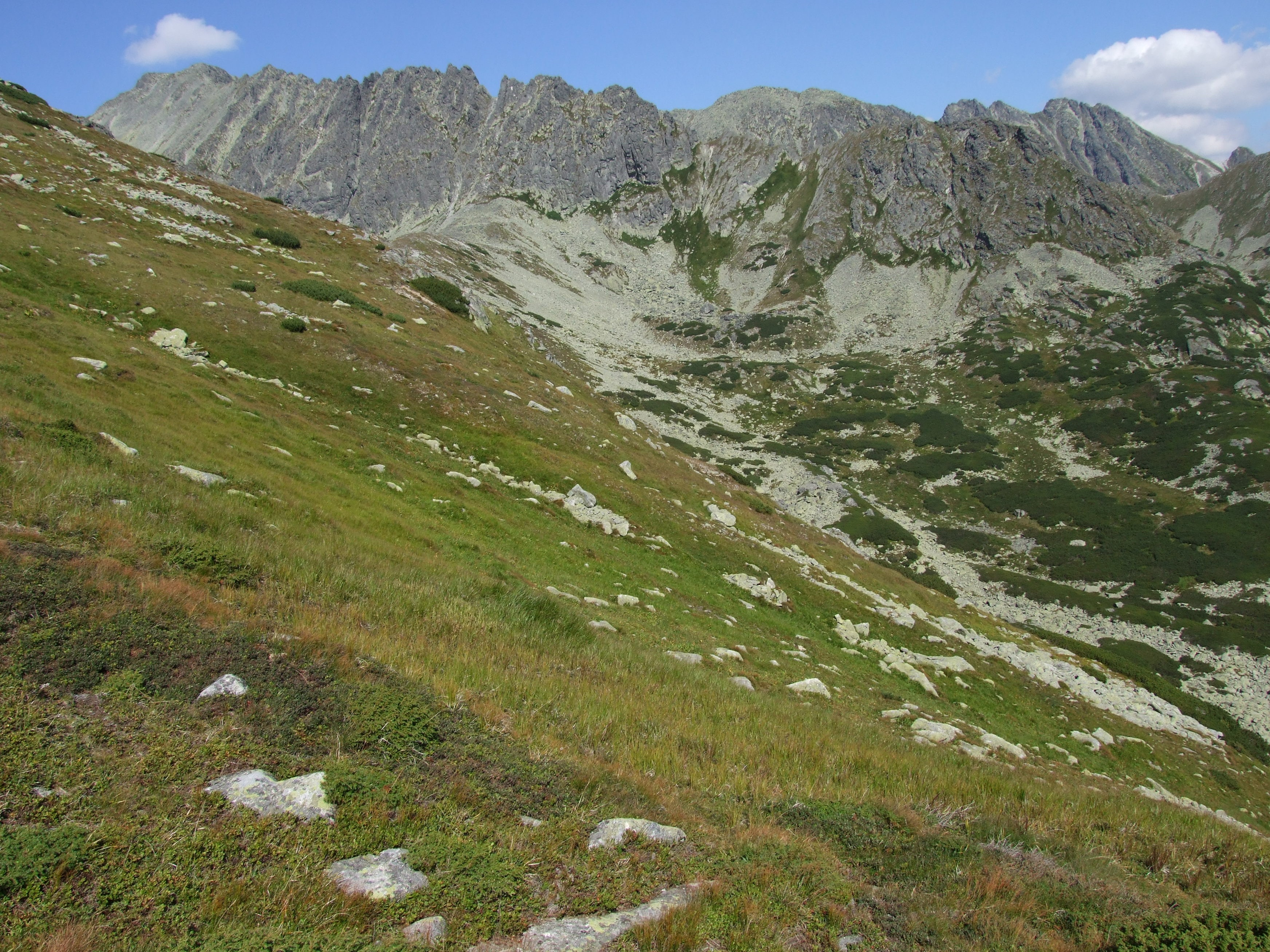
Važecká dolina. Pohled z zad Nad Pavlovou na Jamské věže

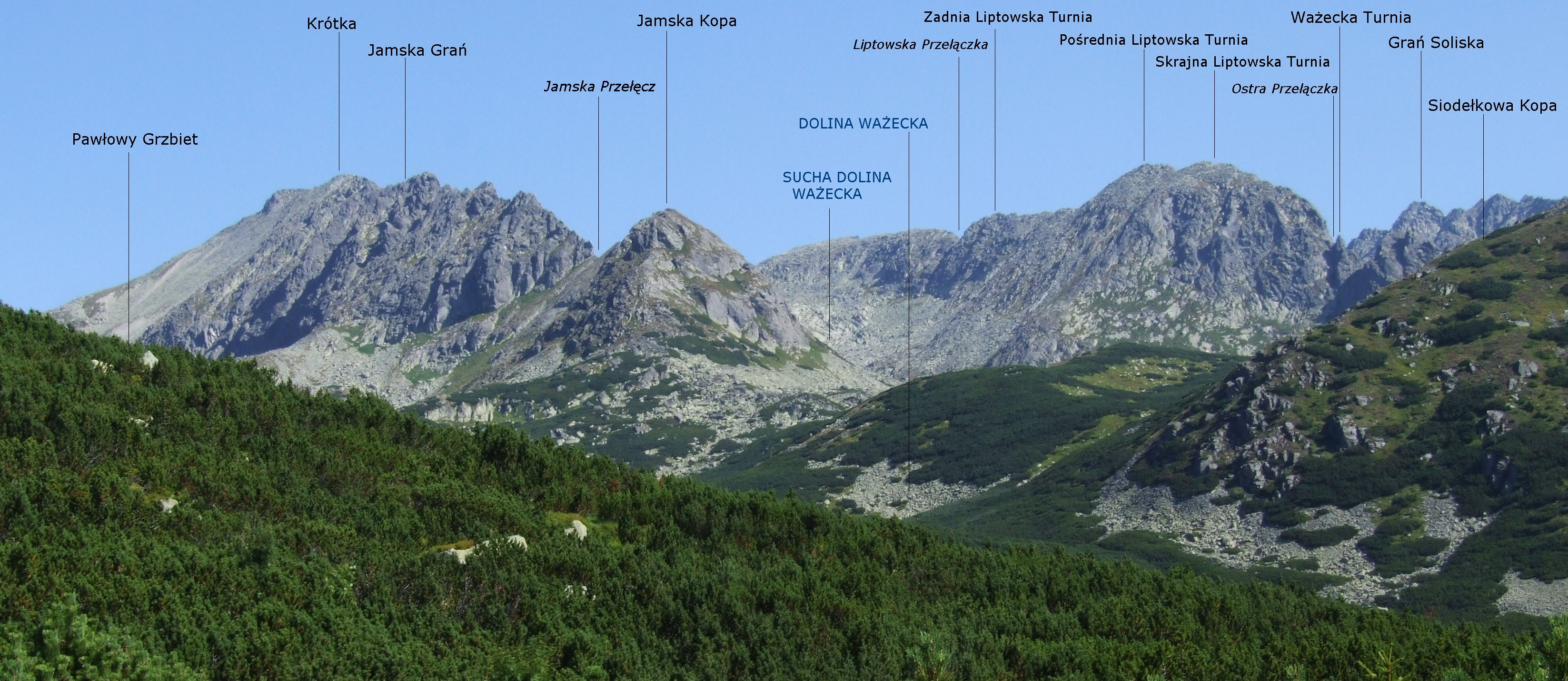
Važecká dolina. Vzadu je Suchá dolina se Strateným pleskem.